# سد نرماب
سد نرماب یک سد در دست ساخت در چهل چای شهرستان مینودشت استان گلستان است. این سد به عنوان بزرگ‌ترین سد استان گلستان بر روی رودخانه نرماب واقع شده و آب دو رودخانه چهل چای و رودخانه خرمارود نیز به مخزن این سد متصل می‌شود.
احداث سد نرماب از سال ۱۳۹۱ شروع شد و باید ظرف ۵ سال تکمیل و در ابتدای سال ۱۳۹۷ آبگیری می‌شد؛ ولی با تخصیص خلاف برنامه و قطره چکانی اعتبارات طرح‌های عمرانی مختلف کارفرمای این طرح توسط سازمان برنامه و بودجه که در این پروژه نیز مشهود بود، پروژه سد نرماب مطابق برنامه‌ریزی‌ها پیش نرفت. سازه این سد در اردیبهشت سال ۱۴۰۰ با پیشرفت فیزیکی ۸۵ درصدی آماده آبگیری بود، ولی به دلیل واقع بودن ۵ روستا در درون مخزن سد که باید با خرید این زمین‌ها، این روستاها به حاشیه دریاچه سد منتقل می‌شدند آبگیری هر سال به تعویق افتاد. به گفته هادی حق‌شناس، استاندار استان گلستان در دولت دوم حسن روحانی، چنانچه پروژه سد نرماب بموقع انجام می‌شد در سیل فروردین ماه سال ۱۳۹۸ این توانایی را داشت که با نگهداری حجم زیادی از روان آب‌ها در محدوده خود حدوداً ۵۰ درصد از خسارات سیل به این استان را کم کند که در بخش انسانی بالغ بر ۴ هزار و ۸۰۰ میلیارد تومان بود.

## مشخصات سد
این سد که از نوع خاکی همگن به ارتفاع ۶۰ متر، عرض تاج سد ۱۰ متر و طول تاج ۸۰۷ متر دارای مخزنی به حجم ۱۲۵ میلیون مترمکعب آب و قابلیت تنظیم حدود ۱۸۰ میلیون مترمکعب آب را در سال است.

## اهداف ساخت سد
این سد با هدف کنترل سیل‌های رودخانه نرماب و تأمین آب آشامیدنی پایدار افزون بر ۵۵۰ هزار نفر جمعیت شرق استان، تأمین بخشی از آب صنایع و آب ۱۸ هزار هکتار اراضی زراعی منطقه، کنترل و ذخیره سیلاب‌های فصلی، تقویت سفره‌های آب زیرزمینی، تولید برق آبی و توسعه گردشگری است.
تکمیل این سد باتوجه معضل کمبود منابع آبی و بروز خشکسالی‌های طی چند سال گذشته در گلستان به همراه برداشت‌های بی‌رویه از سفره‌های زیرزمینی برای مصارف کشاورزی سبب شده تا برخی از شهرهای این استان شمالی از جمله «گرگان، گنبدکاووس، آزادشهر و کلاله» با مشکل کمبود و تنش آبی مواجه شوند و آب آشامیدنی مردمان این مناطق در برخی ساعات شبانه‌روز قطع شود.

## نگارخانه
.